# Drugi rząd Luísa Montenegra
Drugi rząd Luísa Montenegra (port. XXV Governo Constitucional de Portugal – XXV rząd konstytucyjny Portugalii) – rząd Portugalii funkcjonujący od 5 czerwca 2025. Jest to centroprawicowy mniejszościowy gabinet tworzony przez Partię Socjaldemokratyczną (PSD) i Partię Ludową (CDS/PP). Gabinet ten zastąpił pierwszy rząd Luísa Montenegra.

## Historia
W przedterminowych wyborach z marca 2024 największe poparcie uzyskała koalicja ugrupowań centroprawicowych. W kwietniu 2024 prezydent Marcelo Rebelo de Sousa dokonał zaprzysiężenia nowego rządu, na czele którego stanął lider PSD Luís Montenegro. Na początku 2025 premierowi zaczęto zarzucać konflikt interesów i naruszenie przepisów antykorupcyjnych. W marcu tegoż roku gabinet przegrał w parlamencie głosowanie nad wotum zaufania. Skutkowało to rozpisaniem na maj 2025 przedterminowych wyborów, które skupiona wokół PSD koalicja wygrała, powiększając swoją reprezentację poselską. 5 czerwca 2025 został zaprzysiężony drugi rząd dotychczasowego premiera.

## Skład rządu
- Premier: Luís Montenegro (PSD)[5]
- Minister stanu, minister spraw zagranicznych: Paulo Rangel (PSD)
- Minister stanu, minister finansów: Joaquim Miranda Sarmento (PSD)
- Minister ds. prezydium rządu: António Leitão Amaro (PSD)
- Minister gospodarki i spójności terytorialnej: Manuel Castro Almeida (PSD)
- Minister delegowany i ds. reformy państwa: Gonçalo Saraiva Matias (bezp.)
- Minister ds. parlamentarnych: Carlos Abreu Amorim (PSD)
- Minister obrony narodowej: Nuno Melo (CDS/PP)
- Minister infrastruktury i mieszkalnictwa: Miguel Pinto Luz (PSD)
- Minister sprawiedliwości: Rita Alarcão Júdice (bezp.)
- Minister administracji i spraw wewnętrznych: Maria Lúcia Amaral (bezp.)
- Minister edukacji, nauki i innowacji: Fernando Alexandre (PSD)
- Minister zdrowia: Ana Paula Martins (PSD)
- Minister pracy, solidarności i zabezpieczenia społecznego: Maria do Rosário Palma Ramalho (bezp.)
- Minister środowiska i energii: Graça Carvalho (PSD)
- Minister kultury, młodzieży i sportu: Margarida Balseiro Lopes (PSD)
- Minister rolnictwa i spraw morskich: José Manuel Fernandes (PSD)